# 函館市交通局600形電車
函館市交通局600形電車（はこだてしこうつうきょく600かたでんしゃ）は、1954年に登場した函館市交通局（函館市電）の路面電車である。

## 概要
1954年5月に601 - 605の5両が導入された。台車や車体構造以外は1948年から1950年にかけて導入された500形とほぼ同性能であった。運転窓は変則2枚窓であったが、後述するワンマン化改装により形状が変化した。
乗降口はワンマン化改造前の500形と同様3か所であったが、1963年11月からワンマン化改造が行われるまでの間は中央扉を締切としていた。

## ワンマン化による車体改造
1969年に全車ワンマン化され、500形と同様に締切扱いとされていた中扉を乗車口、前扉を降車口としたため、使われなくなった後部の扉が埋め込まれた。運転窓が固定化されたが、後年登場した1000形とは異なり、運転台への通風用を兼ねた窓が設けられた。また、方向幕も大型化された。

## 廃車
1973年10月に5両全てが廃車された。現存車はない。